# Camadena
Camadena is een geslacht van vlinders van de familie venstervlekjes (Thyrididae).

## Soorten
- C. emarginalis Hampson, 1906
- C. polystacta Hampson, 1906
- C. vespertilionis Moore, 1888